# USS America (CV-66)
Pour les autres navires du même nom, voir USS America.
L'USS America (CV-66) était l'un des quatre porte-avions de la classe Kitty Hawk construits pour la Marine des États-Unis dans les années 1960. Mis en service en 1965, il passa la plupart de sa carrière dans l'Atlantique et la Méditerranée, mais réalisa trois déploiements dans le Pacifique lors de la guerre du Viêt Nam. Il a également servi dans les opérations Desert shield et Desert Storm.
L'USS America fut le dernier des porte-avions des États-Unis à ne pas être nommé d'après une personne, et le premier grand porte-avions, depuis l'opération Crossroads en 1946, à être choisi pour devenir une cible lors d'essais d'armes. Il est ainsi sabordé en 2005 au sud-est du cap Hatteras, après quatre semaines de tests, en dépit de manifestations d'anciens membres d'équipage qui voulaient le voir converti en navire musée.

## Construction et lancement
La quille de l'USS America fut posée le 9 janvier 1961 à Newport News, par le chantier naval Newport News Shipbuilding et Dry Dock Corp. Son lancement eut lieu le 1er février 1964, parrainé par l'épouse de l'amiral David L. McDonald (en), chef des opérations navales. Il fut armé au chantier naval de Norfolk le 23 janvier 1965.

## Histoire

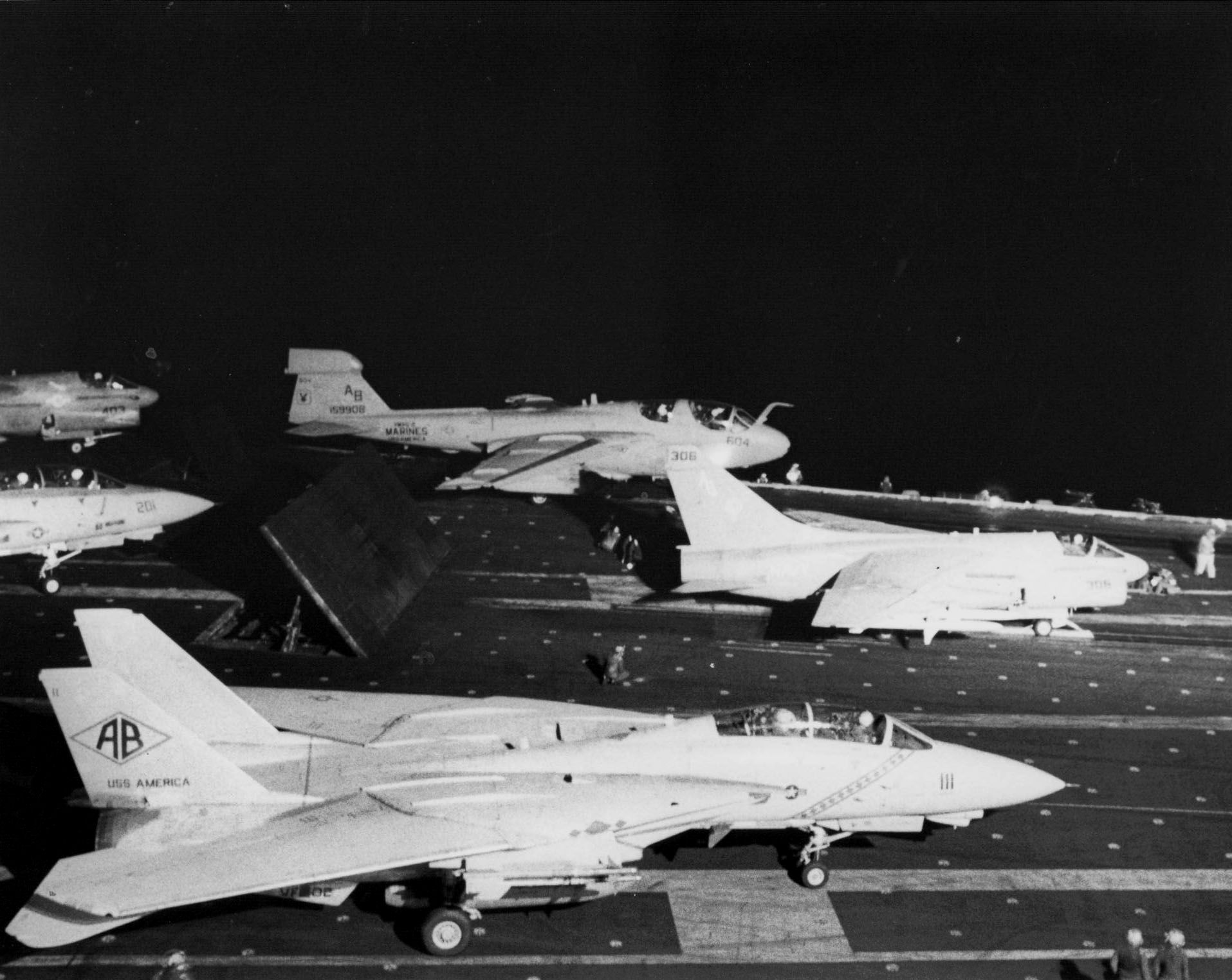
Des avions de combat se préparant à décoller du USS America au cours de l'Opération El Dorado Canyon.

L'aviation navale embarquée par ce navire a participé à l'Opération El Dorado Canyon de bombardement de cibles en Libye le 15 avril 1986.

## Désarmement et fin
Initialement prévu pour subir un programme de prolongation de sa durée de service dans les années 1990, l'USS America fut victime de coupes budgétaires et placé en retraite anticipée par l'US Navy. Il fut désarmé lors d'une cérémonie au chantier naval de Norfolk à Portsmouth (Virginie), le 9 août 1996. Il fut rayé du registre des navires de la marine et fut transféré à la flotte de réserve au Naval Inactive Ship Maintenance Facility de Philadelphie.
L'USS America fut prévu pour être vendu pour démolition. Toutefois, en 2005, il fut choisi pour être la cible d'un exercice de tir réel et une plateforme d'évaluation pour aider à la conception de futurs porte-avions. Il y eut des objections à ce qu'un navire ayant le nom du pays soit délibérément coulé en mer, et un comité d'anciens membres d'équipage et d'autres sympathisants tentèrent, en vain, de sauver le navire comme bateau-musée.

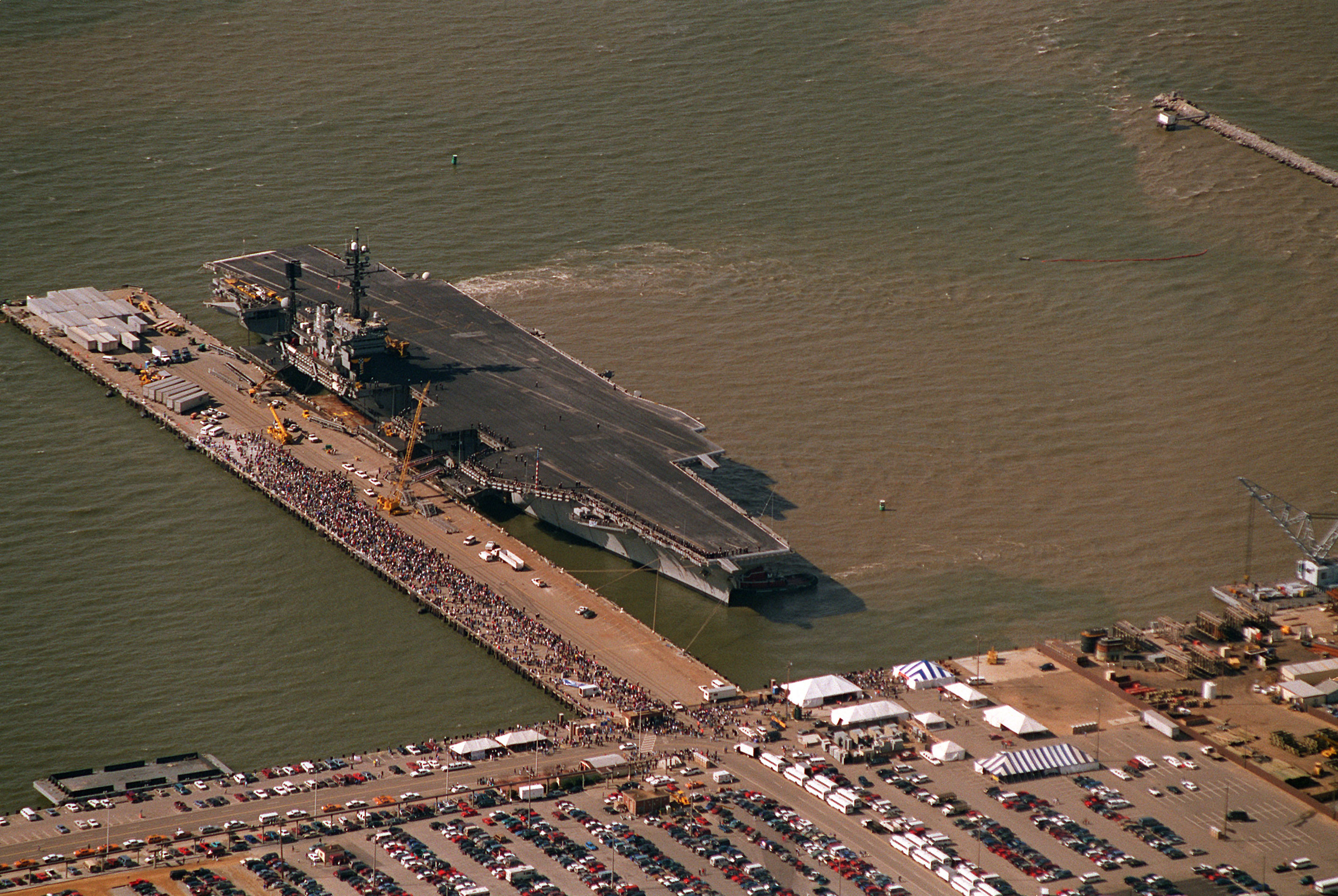
l'USS America de retour de son déploiement final le 28 janvier 1996

Le 25 février 2005, une cérémonie pour saluer l'USS America et son équipage eut lieu, en présence d'anciens membres de l'équipage et divers dignitaires. Il quitta Philadelphie le 19 avril 2005 pour effectuer des expériences qui durèrent environ quatre semaines. L'US Navy frappa le porte-avion avec des explosifs conçus pour simuler des attaques de torpilles, de missiles de croisière et une petite attaque à l'embarcation piégée comme celle qui endommagea le destroyer Cole au Yémen en 2000. Après l'achèvement des essais, l'USS America fut sabordé le 14 mai 2005, même si cela ne fut rendu public que six jours plus tard. À l'intérieur du navire se trouvaient encore plus de 200 kg de PCB.

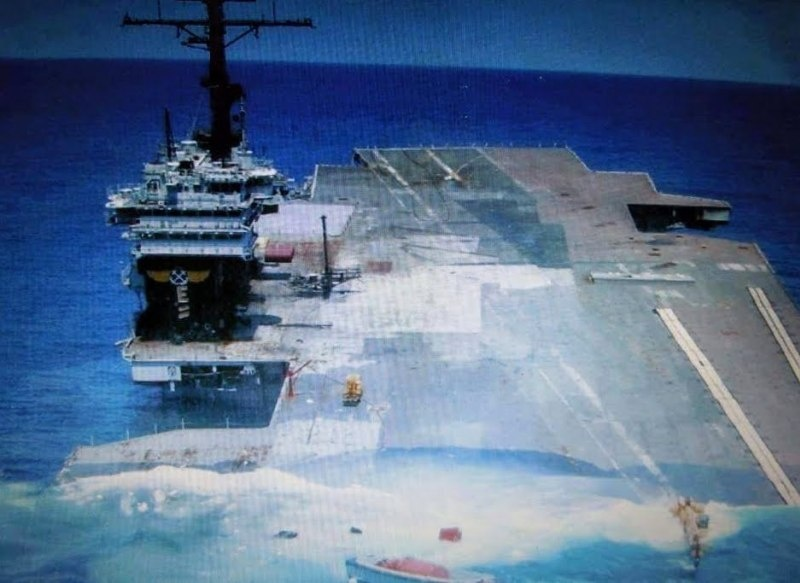
l'USS America sombre le 14 mai 2005

En réponse à une requête d'anciens membres d'équipage, en vertu du Freedom of Information Act, l’US Navy publia l'endroit exact où l'USS America a été coulé: 33° 09′ 09″ N, 71° 39′ 07″ O, à environ 400 km au sud-est du cap Hatteras. L'épave repose en position droite d'une seule pièce 5 140 m en dessous de la surface de l'Atlantique.

## Sources
- (en) Cet article est partiellement ou en totalité issu de l’article de Wikipédia en anglais intitulé « USS America (CV-66) » (voir la liste des auteurs).
- (en) « USS America », sur uscarriers.net (consulté le 24 mai 2012)